# Kirti Rinpoché
 (février 2024).
Si vous disposez d'ouvrages ou d'articles de référence ou si vous connaissez des sites web de qualité traitant du thème abordé ici, merci de compléter l'article en donnant les références utiles à sa vérifiabilité et en les liant à la section « Notes et références ».

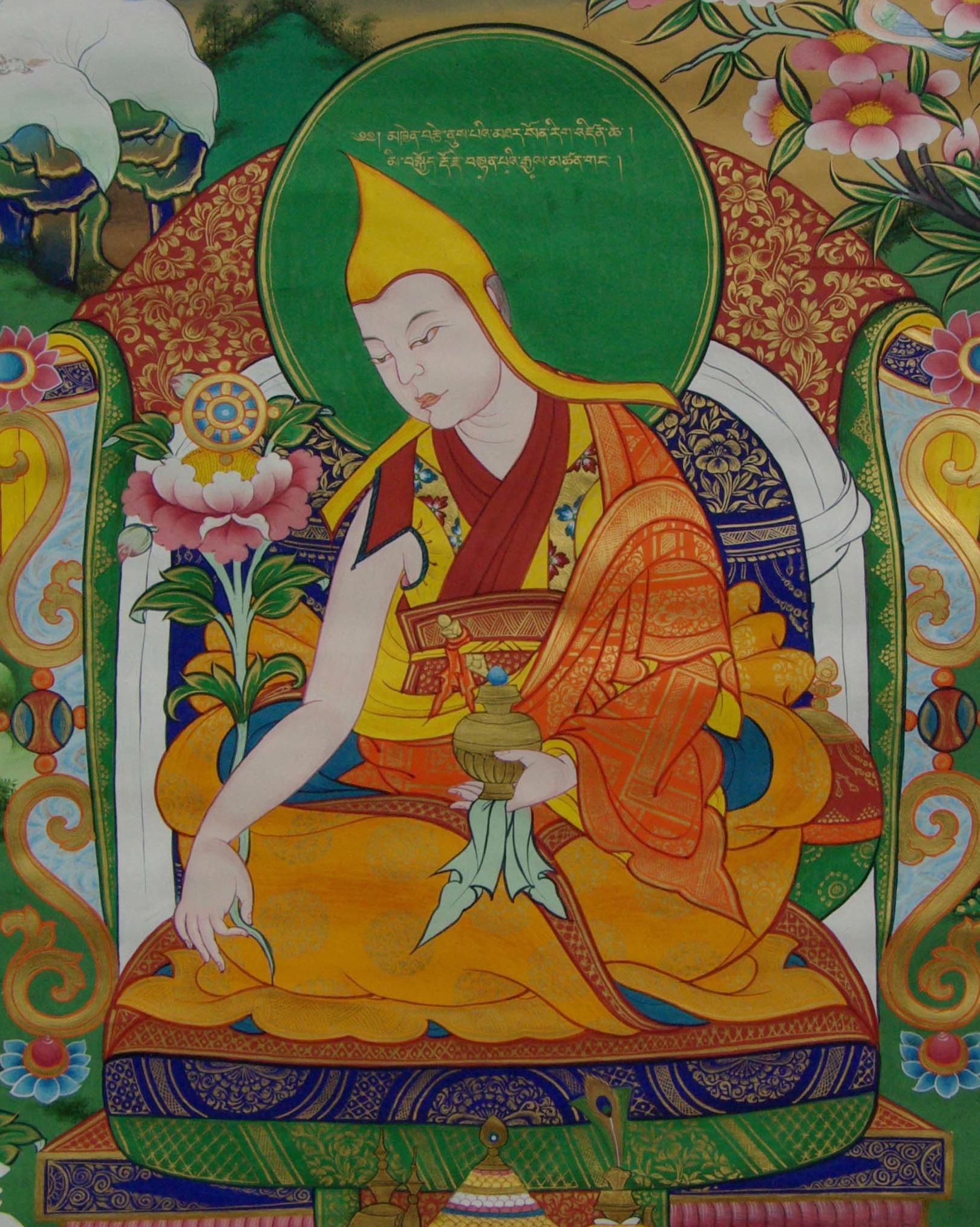
Le cinquième Kirti Rinpoché, Lobzang Tenpai Gyeltsen (1712-1771).

Les Kirti Rinpoché sont une lignée de lamas gelugpa tibétains réincarnés  qui, traditionnellement, dirigent le monastère de Kirti dans l'Amdo (Tibet oriental). 

## Lignée des Kirti tulkous
1. Gendun Gyeltsen (1374 - 1450)
2. Tenpa Rinchen (1474 - 1558)
3. Tenpa Rabgye (1564 - 1643)
4. Lobzang Jamyang (1656 - 1708)
5. Lobzang Tenpai Gyeltsen (1712 - 1771)
6. Gendun Chokyi Wangchuk (1773 - 1796)
7. Kunga Chopak Tubten Nyima (1797 - 1848)
8. Lobzang Trinle Tenpa Gyatso (1849 - 1904)
9. Kelzang Lodro Kunga Lungtok Gyatso (1905 - 1920)
10. Ngawang Lobzang Tenpa Tsering (1921 - 1941)
11. Lobsang Tenzin Jigme Yeshi Gyantso (né en 1942).